# 小倉義人 (銀行家)
小倉 義人（おぐら よしひと、1943年12月15日 -  ）は、日本の経営者。大分銀行頭取を務めた。

## 来歴・人物
大分県出身。1966年に大阪大学経済学部を卒業し、同年に大分銀行に入行した。1997年6月に取締役に就任し、2002年6月に常務を経て。2005年6月には頭取に就任。2010年4月に会長に就任。